# Uprowadzenie samolotu PLL LOT-762
Uprowadzenie samolotu o numerze 762 – porwanie rejsowego samolotu An-24 Polskich Linii Lotniczych LOT 22 sierpnia 1981 roku. Porywaczem był Jerzy Dygas, który wraz z dwiema innymi osobami sterroryzował załogę samolotu rejsowego z Wrocławia do Warszawy granatem i nakazał skierować maszynę do Berlina Zachodniego. Na pokładzie znajdowało się czterech członków załogi oraz 39 pasażerów. Samolot wylądował o godz. 19:09 na lotnisku Tempelhof, po czym porywacz uwolnił pasażerów, oddał się w ręce amerykańskie i poprosił o azyl.
Władze amerykańskie przekazały go policji Berlina Zachodniego, która postawiła go przed sądem z zarzutami o terroryzm. Inaczej niż wielu uciekinierów zza żelaznej kurtyny, Dygas otrzymał wyrok wyższy od minimalnego przewidzianego w niemieckim kodeksie karnym i został skazany na pięć i pół roku więzienia.
Ucieczka Dygasa, który był gońcem „Tygodnika Solidarność”, została wykorzystana przez Służbę Bezpieczeństwa do próby zdyskredytowania czasopisma. W związku z tym 23 sierpnia przesłuchany został Jan Bohuszewicz (tajny współpracownik SB), który zatrudnił Dygasa w „Tygodniku”, a 28 sierpnia SB przedstawiła plan dyskredytacji na płaszczyźnie propagandowej, jak i operacyjnej. W TVP emitowano filmy o porwaniach samolotów ze szczególnym uwzględnieniem uprowadzenia lotu 762. Do redakcji tygodnika nadsyłano też listy w imieniu „szeregowych członków NSZZ „Solidarność”, krytykujące go za dobór współpracowników.